# Landgericht Volkach
Das Landgericht Volkach war von 1804 bis 1862 eine, kurpfalzbayerische, später königlich-bayerische Verwaltungseinheit der unteren Ebene mit Verwaltungs- und Justizaufgaben, ein sogenanntes Landgericht älterer Ordnung mit Sitz in Volkach. Im Jahr 1862 wurde es, unter Abtrennung der administrativen Aufgaben im Bezirksamt Volkach, in eine rein juristische Einheit umgewandelt. Im Jahr 1879 erfolgte dann durch die erneute Umstrukturierung die Umbenennung zum Amtsgericht Volkach.

## Landgericht älterer Ordnung (1804 bis 1862)
Im Zuge der Neuordnung Europas, die durch die Eroberungen Napoleons notwendig geworden war, erhielt Kurpfalz-Bayern mehrere Gebiete. Sie entstammten zumeist den durch die Säkularisation aufgelösten Hochstiften im ehemaligen Fränkischen Reichskreis, darunter auch das Hochstift Würzburg. Die neuen Herren begannen bald die ursprünglichen hochstiftischen Ämter neu zu organisieren. Hiervon betroffen war auch das Amt Volkach, das seit dem ausgehenden Mittelalter existiert hatte.
Das neugebildete Landgericht Volkach umfasste 1804 die Dörfer Escherndorf, Köhler, Obervolkach und Untereisenheim aus dem alten Amt Volkach, sowie mehrere Ortschaften aus dem Amt Klingenberg bzw. Schwanfeld. Daneben wurde ihm mit Laub eine Gemeinde zugeordnet, die ursprünglich dem Bürgerspital Würzburg gehörte. Außerdem kamen Fahr und das Kloster Vogelsburg zum Landgericht. Aus den geistlichen Territorien erhielt das Landgericht mehrere Gemeinden, die ehemals im Besitz der Abtei Münsterschwarzach waren, daneben kamen Orte aus dem Kloster Ebrach an Volkach. Astheim, im Besitz der dortigen Kartause, wurde ebenfalls zugeordnet. Eine Besonderheit stellten die ehemaligen Adelsdörfer und -besitzungen Obereisenheim, Gaibach, Rimbach, Strehlhof, Stettenmühle und Hallburg dar. Sie wurden administrativ dem Landgericht zugesprochen, behielten aber ihre standesherrlichen Behörden in erster gerichtlicher Instanz bei.
Im Jahr 1806 erhielt Ferdinand III. von Toskana, im Tausch gegen Tirol, Würzburg und das umgebende Bistum als Großherzogtum zugesprochen. Das Landgericht Volkach blieb in dieser Zwischenzeit erhalten, es wurde lediglich einem großherzoglichen Distriktkommissariat zugeordnet.
Als Würzburg und seine Umgebung im Jahr 1814 wiederum bayerisch geworden waren, erfolgte die erste gründliche Erhebung der Bevölkerung im Landgerichtsbezirk Volkach. 1814/1815 lebten insgesamt 11.343 Einwohner im Bezirk, wobei eine überwiegende Mehrheit katholischen Glaubens war, während lediglich 1579 Lutheraner, 390 Juden und 2 Reformierte erfasst wurden. Verwaltet wurde der Bezirk vom sogenannten Landrichter, der im ehemaligen fürstbischöflichen Amtshaus in Volkach residierte. Er war Verwaltungs- und Polizeibeamter sowie Richter in einer Person.
Ausgelöst durch die Deutsche Revolution der Jahre 1848/1849 erfolgte in den Folgejahren die Auflösung der standesherrlichen „Zwischengewalten“, die immer noch juristische Vorrechte in einigen Orten besaßen. Zuletzt wurden die Dörfer Krautheim und Eichfeld aus dem Landgericht Wiesentheid im Zuge einer Neuordnung dem Landgericht Volkach zugeschlagen.

## Landgericht im Bezirksamt (1862 bis 1879)
Am 1. Juli 1862 führte man die Trennung von Justiz- und Verwaltungsbehörden durch. Administrativ trat nun das Bezirksamt Volkach, später, ab 1872 das Bezirksamt Gerolzhofen an die Stelle des alten Landgerichts, das Gericht selbst blieb erhalten und wurde nun mit einem Landrichter als Einzelrichter besetzt. Zu diesem Zeitpunkt kamen auch einige Gemeinden des aufgelösten Landgerichts Dettelbach zum Bezirk Volkach hinzu, der nun als reiner Gerichtssprengel, die Bezeichnung Landgericht Volkach beibehielt.
Die Orte im Landgerichtsbezirk Volkach waren: Astheim, Dimbach, Düllstadt, Eichfeld, Escherndorf mit Vogelsburg, Fahr mit Elgersheim, Gaibach mit Hallburg und Öttershausen, Gernach, Järkendorf, Köhler, Kolitzheim mit Wadenbrunn, Krautheim mit Wenzelsmühle, Laub, Lindach, Nordheim am Main, Obereisenheim mit Schiffmühle, Obervolkach mit Stettenmühle, Reupelsdorf mit Fuchsenmühle und Wasenmeisterei, Rimbach mit Strehlhof, Sommerach, Stadelschwarzach, Stammheim am Main, Untereisenheim mit Kaltenhausen, Volkach mit Schaubmühle, Kirchberg und Herrnmühle, sowie Zeilitzheim mit Herleshof und Lohmühle.
Am 1. Oktober 1879 wurden die Landgerichte im Zuge des Gerichtsverfassungsgesetzes aufgelöst und durch die neugebildeten Amtsgerichte ersetzt. Volkach erhielt das Amtsgericht Volkach.